# Franz Hartmann
Franz Hartmann (1838-1912) foi um célebre escritor teosófico e estudante do 'Sem-conceito', alemão, estudioso das doutrinas de Paracelso, Jakob Böehme e a Tradição Rosacruz.
Foi discípulo de Helena Blavatsky na Índia.
Posteriormente fundou a Sociedade Teosófica na Alemanha em 1896.
Traduziu o Bhagavad Gita em alemão e escreveu numerosos artigos na sua revista Lotusblüten.
Tentou estabelecer um mosteiro teosófico na cidade alemã Kempten, tal como relata na sua obra "Aventura na mansão dos adeptos rosacruzes". Participou em vários grupos ocultistas como a Ordo Templi Orientis e o Rito de Memphis e Mizraím da Maçonaria.
Nos seus últimos anos de vida, estudou também as doutrinas de Guido von List.

## Principais obras literárias
- Magia branca e magia negra (1886)
- Uma aventura na mansão dos adeptos rosacruzes (1887)
- Os Elementares (1887)
- Símbolos secretos rosacruzes (1888)
- Princípios de geomancia astrológica (1889)
- No pronau do templo da sabedoria (1890)
- Ciência oculta na medicina (1893)
- Entre os gnomos (1895)